# 萊克鎮區 (愛荷華州波特瓦特米縣)
萊克鎮區（英語：Lake Township）是位於美國愛荷華州波特瓦特米縣的一個行政鎮區。

## 地方資料
根據2010年美國人口普查的數據，萊克鎮區的面積為26.95平方千米，當中陸地面積為25.99平方千米，而水域面積為0.96平方千米。當地共有人口1104人，而人口密度為每平方千米40.96人。